# Distrikt Río Santiago
Der Distrikt Rio Santiago ist ein peruanischer Distrikt in der Provinz Condorcanqui in der Region Amazonas. Der Distrikt wurde am 18. Mai 1984 gegründet. Er hat eine Fläche von 8035,3 km² (nach anderen Quellen: 8068 km²). Beim Zensus 2017 betrug die Einwohnerzahl 13.953. Im Jahr 1993 lag diese bei 8124, im Jahr 2007 bei 12.606. Die Distriktverwaltung hat ihren Sitz in der Ortschaft Puerto Galilea.

## Geographische Lage
Der Distrikt Río Santiago wird von dem namengebenden Fluss Río Santiago, ein linker Nebenfluss des Río Marañón, in südlicher Richtung durchflossen.
Der Distrikt grenzt im Norden an Ecuador, im Osten an die Region Loreto, im Süden an den Distrikt Nieva sowie im Westen an den Distrikt El Cenepa. 